# Cykloalkany
Cykloalkany (z řeckého cyklo = kruh) jsou nasycené uhlovodíky, které obsahují pouze jednoduché vazby mezi atomy uhlíku v uzavřeném uhlíkovém řetězci. Jsou málo reaktivní.
Připravují se hydrogenací třeba z arenů nebo Würtzovou syntézou z halogenderivátů působením kovů (takto ale pouze nižší cykloalkany).
Obecný sumární vzorec cykloalkanů je CnH2(n+1-g), kde n = počet atomů uhlíku a g = počet (nezávislých) cyklů v molekule.

## Příklady
Nejjednodušší cykloalkany:
- cyklopropan – malé vazebné úhly způsobují velké pnutí
- cyklobutan
- cyklopentan
- cyklohexan – nejstálejší
- cykloheptan
- cyklooktan
- cyklononan
- cyklodekan

### Cyklopropan
Cyklopropan (C3H6) je bezbarvý plyn rozpustný ve vodě. Dříve se používal jako anestetikum (narkóza), dnes na výrobu různých chemických sloučenin.

### Cyklohexan
Cyklohexan (C6H12) obsahuje 6 atomů uhlíku vázaných v kruh. Je to kapalná a hořlavá látka. Získává se z ropy. Vyrábí se z ní plasty a používá se také jako rozpouštědlo nebo na výrobu syntetických vláken (silon). Je součástí terpenů-vonných silic, jakjo je například kafr.

### Adamantan

Struktura adamantanu

Adamantan (tricyklo[3.3.1.13,7]dekan, sumární vzorec C10H16) je bezbarvá krystalická látka s kafrovou vůní. Vyznačuje se vysoce symetrickou strukturou podobnou pravidelnému čtyřstěnu. (Vzhledem k podobnosti s krystalovou strukturou diamantu se adamantanu a jemu podobným složitějším látkám říká diamantoidy.)
Adamantan se poprvé podařilo izolovat z hodonínské ropy v Ústavu technologie paliv a svítiv a technologie
vody (izolace prezentována na XII. sjezdu průmyslové chemie roku 1932 v Praze).
Uměle byl syntetizován až v r. 1941 Vladimirem Prelogem.
Využívá se ve farmaceutické chemii jako výchozí látka pro syntézu farmaceutických lékových substancí (antivirotika, cytostatika).
Diamantoidy tvořené spojením několika adamantanových struktur se nazývají diamantan (C14H20), triamantan (C18H24) apod.

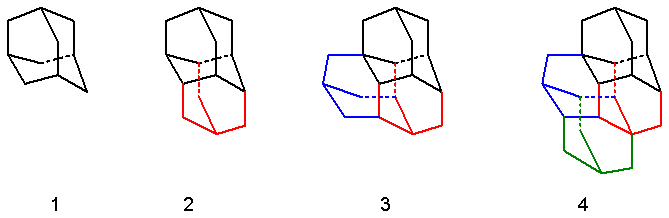
Diamantoidy: 1 – adamantan, 2 – diamantan, 3 – triamantan, 4 – tetramantan